# Повіт Хаґа
Пові́т Ха́ґа (яп. 芳賀郡, はがぐん, МФА: [haga guɴ]) — повіт в префектурі Тотіґі, Японія.